# Parti tarisznyarák
A parti tarisznyarák (Carcinus maenas) a felsőbbrendű rákok (Malacostraca) osztályának tízlábú rákok (Decapoda) rendjébe, ezen belül az úszó tarisznyarákok (Portunidae) családjába tartozó faj.

## Előfordulása
A parti tarisznyarák lényegében az Atlanti-óceán északi részén élő faj. Előfordul az Amerikai Egyesült Államokban Új-Anglia partjaitól kezdve egészen a földközi-tengeri partokig.

## Megjelenése
A parti tarisznyarák hátpáncéljának átmérője legfeljebb 9 centiméter. A nőstény páncéljának az alsó része pirosas-narancsszínű. A potroh vége („farok”) behajlik a potrohpajzs alá. A hím páncéljának az alsó része zöldessárga. A farok ugyanolyan hosszú és visszahajló, mint a nőstényé, de annál keskenyebb, és hegyesebb a vége. A hátpáncél védi az egész testet, beleértve a lábakat is. A növekvő állat időnként leveti páncélját, az új „külső váz” egy ideig még puha. Az állatnak tíz lába van. Az első pár láb, fogazott fogószervvé módosult (ollós láb), a további nyolc járóláb fürge, oldalazó rákmozgást tesz lehetővé. A szemek mozgatható nyélen ülnek; ha nincs szükség rájuk, behúzhatók.

## Életmódja
A parti tarisznyarák magányos, alkalmazkodó faj. Az állat közvetlenül az árapály határán él. Majdnem mindent megeszik, akár élő, akár holt: férgek, kisebb garnélarákok, puhatestűek, csontos halak és más tarisznyarák-fajok.

## Szaporodása
A párzási időszak az év minden szakában lehet. A nőstény csak a páncél levetése után, a puhabőrű szakaszban termékeny. Amint ledobta páncélját, a hím megtermékenyíti. A sperma mindaddig tárolódik a nőstény testében, amíg megkezdődik a peteképződés. A megtermékenyült peték ragacsos masszát alkotva lógnak a nőstény testén; az állat maga alá hajtott széles farkával tartja szorosan a „csomagot”. A peték száma több ezer is lehet. A kifejlődéshez 12-18 hét kell, hogy elteljen. A peték szabadon úszkáló lárvákká alakulnak; maguk is részei a tengeri planktonnak. A lárvák több hétig sodródnak a tengerben, míg leereszkednek a fenékre, ahol elkezdődik az átváltozásuk.